# Frédéric Née
Frédéric Née (født 18. april 1975 i Bayeux, Frankrig) er en tidligere fransk fodboldspiller, der spillede som angriber hos klubberne SM Caen, SC Bastia og Olympique Lyon. Med Lyon blev han fransk mester i både 2002 og 2003.
I dag har han siden 2010 været teknisk træner for Bastia.

## Landshold
Née blev af landstræner Roger Lemerre overraskende udtaget til Confederations Cup 2001. Her spillede han den 1. juni sin eneste landskamp mod Australien. Franskmændene vandt senere turneringen.

## Titler
Ligue 1
- 2002 og 2003 med Olympique Lyon

Confederations Cup
- 2001 med Frankrig